# Ike Diogu
Ikechukwu Somtochukwu Diogu, dit Ike Diogu (né le 11 septembre 1983 à Buffalo, État de New York) est un basketteur professionnel nigérian.

## Biographie
Ses parents sont natifs du Nigeria et ont émigré en Amérique en 1980.
Il est choisi en 9e position lors de la Draft 2005 de la NBA par les Warriors de Golden State. Peinant à s'assurer un temps de jeu important en NBA, Diogu est transféré successivement aux Pacers de l'Indiana (janvier 2007), aux Trail Blazers de Portland (juin 2008), puis aux Kings de Sacramento (février 2009).
Il rejoint les Hornets de La Nouvelle-Orléans à l'orée de la saison 2009-2010. Toutefois, une blessure, microfractures sur son genou gauche, est détectée lors de la préparation de la saison. Opéré, il ne joue finalement pas de la saison.
Le 22 décembre 2010, il signe un contrat d'agent libre avec les Clippers de Los Angeles.
Il s'engage avec les Spurs de San Antonio lors de l'été 2011 avant que ceux-ci ne rompent son contrat le 12 janvier 2012.
À la fin du mois de février 2014, il intéresse les Knicks de New York.